# Randa Haines
Randa Haines (ur. 20 lutego 1945 w Los Angeles) – amerykańska reżyserka i producentka filmowa i telewizyjna. Jej najsłynniejszym dokonaniem jest film Dzieci gorszego boga (1986) z Williamem Hurtem i nagrodzoną Oscarem dla najlepszej aktorki Marlee Matlin w rolach głównych. Obraz przyniósł Haines Srebrnego Niedźwiedzia za wybitne osiągnięcie artystyczne na 37. MFF w Berlinie. W 1989 Haines zasiadała w jury konkursu głównego na 39. Berlinale.